# C-BA
C-BA（シバ）は、日本のロックバンド。

## 概要
脱サラしてボーカリストになった上柿方人を中心に結成。
スカやワールドミュージック風などの、骨っぽい感のある音楽を展開。
1989年9月16日放送『三宅裕司のいかすバンド天国』（イカ天、TBSテレビ）に出場、「旅でスカ」を演奏。ベスト・ボーカル賞、在宅審査員賞受賞と共にチャレンジャーにも選ばれるが、当時のイカ天キング・BEGINに2対5で敗れる。その後、同じイカ天出身のNORMA JEANと一緒に全国ツアーも行う。1990年1月1日の『輝く!日本イカ天大賞』にも出場、ベスト・スピリッツ賞を受賞。その音楽性の高さが買われ、同年7月4日、シングル『旅でスカ』でBMGビクターからメジャー・デビュー。
他に『FM ROCK KIDS』（FM北海道）の土曜日で月一回出演のラジオパーソナリティも務めた。その後、1993年から1994年頃に活動を停止したものと思われる。ベースの棗田、ドラムの加藤はその後ザ・コブラツイスターズで活動した。

## メンバー
- 上柿方人 （ボーカル、ギター）
- 宮崎見真 （ギター）
- 棗田泰之 （ベース）
- 加藤一郎 （ドラム）

## ディスコグラフィー

### シングル
1. 旅でスカ （1990年7月4日）
  - 難波弘之が編曲。イカ天で披露されていたものとは大幅に異なる。
2. 空を見上げた （1991年3月6日）
3. 夏の雨 （1991年6月21日）
4. じょーだんじゃねぇよ （1992年3月21日）

### アルバム
1. JUNGLE TROUBLE MAKER （1990年11月7日）
  - COME TO LUCK／抱きしめてロンリー／JUNGLE TROUBLE MAKER／夏の雨／空を見上げた／いらだち100%／季節風が吹く時／放流／お前のLOVE SONG／LOW LIFE／旅でスカ／r.p.m.
2. それぞれの道標 （1992年3月21日)
  - 無人駅／シーツの空／愛をありがとう／街の高笑いが聞こえる／じょーだんじゃねぇよ／たいくつな芝居／純真恋心／不可思議な夢の声／EVIL AGE／来光